# Francja na Zimowych Igrzyskach Olimpijskich 1976
Francję na Zimowych Igrzyskach Olimpijskich 1976 reprezentowało 35 zawodników: 29 mężczyzn i sześć kobiet. Był to dwunasty start reprezentacji Francji na zimowych igrzyskach olimpijskich.

## Zdobyte medale
| Medal | Zawodnik          | Dyscyplina            | Konkurencja          | Rezultat    |
| ----- | ----------------- | --------------------- | -------------------- | ----------- |
| Brąz  | Danièle Debernard | Narciarstwo alpejskie | Slalom gigant kobiet | 1:29,95 min |

## Skład kadry

### Biathlon
Mężczyźni
| Zawodnik                                              | Konkurencja         | czas biegu | Kary | Łączny czas | Pozycja |
| ----------------------------------------------------- | ------------------- | ---------- | ---- | ----------- | ------- |
| René Arpin                                            | Bieg na 20 km       | 1:13:50,92 | 9:00 | 1:22:50,92  | 22.     |
| Jean-Claude Viry                                      | Bieg na 20 km       | 1:18:09,51 | 7:00 | 1:25:09,51  | 33.     |
| Aimé Gruet-Masson                                     | Bieg na 20 km       | 1:18:35,81 | 9:00 | 1:27:35,81  | 42.     |
| René Arpin Yvon Mougel Marius Falquy Jean-Claude Viry | Sztafeta 4 × 7,5 km | 2:07:34,42 | 5    | 2:07:34,42  | 7.      |

### Biegi narciarskie
Mężczyźni
| Zawodnik                                                       | Konkurencja        | czas               | Pozycja            |
| -------------------------------------------------------------- | ------------------ | ------------------ | ------------------ |
| Jean-Paul Pierrat                                              | Bieg na 15 km      | 46:35,64           | 18.                |
| Daniel Drezet                                                  | Bieg na 15 km      | 48:56,97           | 51.                |
| Roland Jeannerod                                               | Bieg na 15 km      | 50:18,27           | 61.                |
| Gérard Verguet                                                 | Bieg na 15 km      | 50:29,28           | 62.                |
| Jean-Paul Vandel                                               | Bieg na 30 km      | 1:37:11,67         | 37.                |
| Yves Blondeau                                                  | Bieg na 30 km      | 1:38:20,86         | 43.                |
| Pierre Salvi                                                   | Bieg na 30 km      | 1:41:06,69         | 54.                |
| Michel Thierry                                                 | Bieg na 30 km      | 1:44:25,33         | 61.                |
| Jean-Paul Pierrat                                              | Bieg na 50 km      | 2:44:03,31         | 11.                |
| Jean-Paul Vandel                                               | Bieg na 50 km      | 2:47:34,20         | 29.                |
| Pierre Salvi                                                   | Bieg na 50 km      | Nie ukończył biegu | Nie ukończył biegu |
| Roland Jeannerod                                               | Bieg na 50 km      | Nie ukończył biegu | Nie ukończył biegu |
| Daniel Drezet Jean-Paul Vandel Yves Blondeau Jean-Paul Pierrat | Sztafeta 4 × 10 km | 2:13:05,26         | 11.                |

### Bobsleje
Mężczyźni
| Osada  | Zawodnik                                                    | Konkurencja | Ślizg 1 | Ślizg 2 | Ślizg 3 | Ślizg 4 | Łącznie | Pozycja |
| ------ | ----------------------------------------------------------- | ----------- | ------- | ------- | ------- | ------- | ------- | ------- |
| FRA-II | Alain Roy Serge Hissung                                     | Dwójki      | 57,58   | 57,43   | 57,58   | 57,95   | 3:50,54 | 13.     |
| FRA-I  | Gérard Christaud-Pipola Michel Lemarchand                   | Dwójki      | 57,43   | 57,73   | 57,78   | 58,08   | 3:51,02 | 15.     |
| FRA-I  | Gérard Christaud-Pipola Alain Roy André Belle Serge Hissung | Czwórki     | 55,75   | 55,66   | 56,43   | 57,06   | 3:44,90 | 10.     |

### Kombinacja norweska
Mężczyźni
| Zawodnik         | Konkurencja   | Bieg narciarski | Bieg narciarski | Bieg narciarski | Skoki narciarskie | Skoki narciarskie | Skoki narciarskie | Skoki narciarskie | Skoki narciarskie | Skoki narciarskie | Skoki narciarskie | Skoki narciarskie | Łącznie | Pozycja |
| Zawodnik         | Konkurencja   | Czas biegu      | Pozycja         | Punkty          | Skok 1            | Nota              | Skok 2            | Nota              | Skok 3            | Nota              | Punkty            | Pozycja           | Łącznie | Pozycja |
| ---------------- | ------------- | --------------- | --------------- | --------------- | ----------------- | ----------------- | ----------------- | ----------------- | ----------------- | ----------------- | ----------------- | ----------------- | ------- | ------- |
| Jacques Gaillard | Indywidualnie | 52:08,87        | 24.             | 182,90          | 68,0              | 89,1              | 71,0              | 91,1              | 72,0              | 89,9              | 181,0             | 27.               | 363,90  | 25.     |

### Łyżwiarstwo figurowe
| Zawodnik               | Konkurencja | Nota   | Pozycja |
| ---------------------- | ----------- | ------ | ------- |
| Jean-Christophe Simond | Soliści     | 159,44 | 15.     |

### Łyżwiarstwo szybkie
Mężczyźni
| Zawodnik        | Konkurencja   | Konkurencja   | Konkurencja    | Konkurencja    | Konkurencja    | Konkurencja    | Konkurencja    | Konkurencja    | Konkurencja      | Konkurencja      |
| Zawodnik        | Bieg na 500 m | Bieg na 500 m | Bieg na 1000 m | Bieg na 1000 m | Bieg na 1500 m | Bieg na 1500 m | Bieg na 5000 m | Bieg na 5000 m | Bieg na 10 000 m | Bieg na 10 000 m |
| Zawodnik        | Czas          | Miejsce       | Czas           | Miejsce        | Czas           | Miejsce        | Czas           | Miejsce        | Czas             | Miejsce          |
| --------------- | ------------- | ------------- | -------------- | -------------- | -------------- | -------------- | -------------- | -------------- | ---------------- | ---------------- |
| Emmanuel Michon | 40,91         | 19.           | 1:22,99        | 17.            |                |                |                |                |                  |                  |
| Richard Tourne  |               |               | 1:26,75        | 27.            | 2:06,43        | 20.            |                |                |                  |                  |

### Narciarstwo alpejskie
Mężczyźni
| Zawodnik             | Konkurencja | Konkurencja | Konkurencja       | Konkurencja       | Konkurencja   | Konkurencja   | Konkurencja                 | Konkurencja                 | Konkurencja                 | Konkurencja                 |
| Zawodnik             | Zjazd       | Zjazd       | Slalom gigant     | Slalom gigant     | Slalom gigant | Slalom gigant | Slalom specjalny            | Slalom specjalny            | Slalom specjalny            | Slalom specjalny            |
| Zawodnik             | Czas        | Pozycja     | Czas 1. przejazdu | Czas 2. przejazdu | Czas łączny   | Pozycje       | Czas 1. przejazdu           | Czas 2. przejazdu           | Czas łączny                 | Pozycja                     |
| -------------------- | ----------- | ----------- | ----------------- | ----------------- | ------------- | ------------- | --------------------------- | --------------------------- | --------------------------- | --------------------------- |
| Patrice Pellat-Finet | 1:48,34     | 16.         |                   |                   |               |               |                             |                             |                             |                             |
| Alain Navillod       |             |             | 1:47,15           | 1:47,18           | 3:34,33       | 15.           |                             |                             |                             |                             |
| Philippe Barroso     |             |             | 1:50,23           | 1:48,26           | 3:38,49       | 25.           |                             |                             |                             |                             |
| Philippe Hardy       |             |             | 1:51,20           | 1:49,23           | 3:40,43       | 27.           | Nie ukończył 1-go przejazdu | Nie ukończył 1-go przejazdu | Nie ukończył 1-go przejazdu | Nie ukończył 1-go przejazdu |
| Claude Perrot        |             |             | 1:49,48           | 1:53,36           | 3:42,84       | 29.           | Nie ukończył 1-go przejazdu | Nie ukończył 1-go przejazdu | Nie ukończył 1-go przejazdu | Nie ukończył 1-go przejazdu |
| Gérard Bonnevie      |             |             |                   |                   |               |               | 1:03,51                     | Nie ukończył 2-go przejazdu | Nie ukończył 2-go przejazdu | Nie ukończył 2-go przejazdu |
| Roland Roche         |             |             |                   |                   |               |               | 1:03,53                     | 1:06,78                     | 2:10,31                     | 15.                         |

Kobiety
| Zawodniczka        | Konkurencja | Konkurencja | Konkurencja   | Konkurencja   | Konkurencja                  | Konkurencja                  | Konkurencja                  | Konkurencja                  |                              |
| Zawodniczka        | Zjazd       | Zjazd       | Slalom gigant | Slalom gigant | Slalom specjalny             | Slalom specjalny             | Slalom specjalny             | Slalom specjalny             |                              |
| Zawodniczka        | Czas        | Pozycja     | Czas          | Pozycja       | Czas 1. przejazdu            | Czas 2. przejazdu            | Czas łączny                  | Pozycja                      |                              |
| ------------------ | ----------- | ----------- | ------------- | ------------- | ---------------------------- | ---------------------------- | ---------------------------- | ---------------------------- | ---------------------------- |
| Danièle Debernard  | 1:48,48     | 5.          | 1:29,95       | brąz          | 46,86                        | 45,38                        | 1:32,24                      | 4.                           |                              |
| Michèle Jacot      | 1:49,98     | 17.         | 1:31,44       | 13.           | 50,00                        | Nie ukończyła 2-go przejazdu | Nie ukończyła 2-go przejazdu | Nie ukończyła 2-go przejazdu | Nie ukończyła 2-go przejazdu |
| Jacqueline Rouvier | 1:48,58     | 6.          | 1:30,79       | 10.           |                              |                              |                              |                              |                              |
| Fabienne Serrat    | 1:51,34     | 21.         |               |               | Nie ukończyła 1-go przejazdu | Nie ukończyła 1-go przejazdu | Nie ukończyła 1-go przejazdu | Nie ukończyła 1-go przejazdu |                              |
| Patricia Emonet    |             |             | 1:31,21       | 11.           | 47,47                        | Nie ukończyła 2-go przejazdu | Nie ukończyła 2-go przejazdu | Nie ukończyła 2-go przejazdu |                              |

### Saneczkarstwo
Kobiety
| Zawodnik             | Konkurencja | Ślizg 1 | Ślizg 2 | Ślizg 3 | Ślizg 4 | Łącznie  | Pozycja |
| -------------------- | ----------- | ------- | ------- | ------- | ------- | -------- | ------- |
| Marie-Thérèse Bonnet | Jedynki     | 44,947  | 44,966  | 44,888  | 45,009  | 2:59,810 | 17.     |